# Митрашинци
Митрашинци (мкд. Митрашинци) су насеље у Северној Македонији, у источном делу државе. Митрашинци су у саставу општине Берово.

## Географија
Митрашинци су смештени у источном делу Северне Македоније. Од најближег града, Берова, насеље је удаљено 15 km северозападно.
Насеље Митрашинци се налази у историјској области Малешево. У области Малешевских планина, на северозападном ободу од Беровског поља. Источно од насеља тече река Брегалница горњим делом свог тока. Надморска висина насеља је приближно 820 метара.
Месна клима је планинска због знатне надморске висине.

## Становништво
Митрашинци су према последњем попису из 2021. године имали 555 становника.
| Национални састав према попису из 2021.‍ | Национални састав према попису из 2021.‍ | Национални састав према попису из 2021.‍ | Национални састав према попису из 2021.‍ | Национални састав према попису из 2021.‍ |
| --------------------------------------- | --------------------------------------- | --------------------------------------- | --------------------------------------- | --------------------------------------- |
|                                         |                                         |                                         |                                         |                                         |
| Македонци                               | Македонци                               |                                         | 519                                     | 93,5%                                   |
| непописани                              | непописани                              |                                         | 33                                      | 5,9%                                    |

Већинска вероисповест месног становништва је православље.